# Karl Florenz

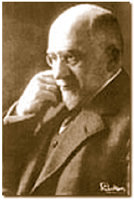
Karl Florenz.

Karl Florenz, född 10 januari 1865, död 9 februari 1939, var en tysk japanolog.
Florenz var professor vid Hamburgs universitet. Han utgav jämte en utförlig Geschichte der japanischen Litteratur (1906) en rad viktiga arbeten som översättningar, textundersökningar, ordböcker och annat angående Japans äldsta litteratur.